# Azumi Asakura
Azumi Yamamoto (jap. 山本 杏美 Yamamoto Azumi; ur. 15 lutego 1987 w prefekturze Kanagawa), znana również jako Azumi Asakura (jap. 浅倉 杏美 Asakura Azumi) – japońska seiyū, pracująca dla agencji Arts Vision.

## Filmografia

### Seriale anime
2005
- Magister Negi Magi – Akira Okouchi

2006
- Mamotte! Lollipop – Rokka Wan
- Magister Negi Magi Negima!? – Akira Okochi[4]
- Colourcloud Palace – Kinren

2007
- Kirarin Revolution – Tomo
- Bamboo Blade – Takahashi
- Saiunkoku monogatari 2nd Series – Kinren

2008
- Telepathy shōjo Ran – Mifuyu, Yuki

2009
- Hanasakeru seishōnen – Lin Li Fang

2011
- The Idolmaster – Yukiho Hagiwara
- Sket Dance – Fumi Segawa (odc. 34, 42, 53)

2012
- High School DxD – Asia Argento
- Rinne no Lagrange – Machiko Iwabuchi
- Miłość, gimbaza i kosmiczna faza – Kumin Tsuyuri
- Shakugan no Shana Final – Leanan-Sidhe

2013
- A Certain Scientific Railgun S – Misaki Shokuhō
- Hataraku maō-sama! – Emeralda Etūva
- High School DxD New – Asia Argento
- Yahari ore no seishun rabukome wa machigatteiru. – Meguri Shiromeguri

2014
- Mahōka kōkō no rettōsei – Keiko Kobayakawa
- Miłość, gimbaza i kosmiczna faza: Porywy serca – Kumin Tsuyuri
- Akuma no Riddle – Isuke Inukai
- Strike the Blood – Octavia Meyer

2015
- Valkyrie Drive: Mermaid - Lady J
- High School DxD BorN – Asia Argento[5]
- Sōkyū no Fafner: Dead Aggressor – Exodus – Saki Masaoka
- Yahari ore no seishun rabukome wa machigatteiru. Zoku – Meguri Shiromeguri/Keika Kawasaki
- Wakaba Girl – Otoha Kohashi

2016
- Ao no kanata no Four Rhythm – Misaki Tobisawa
- Keijo!!!!!!!! – Hikari Muromachi
- Regalia: The Three Sacred Stars – Aoi Konoe

2017
- 18if – Mirei Saegusa
- Tales of Zestiria the X – Maoteras
- Gin no Guardian – Shostia
- UQ Holder! Mahō sensei negima! 2 – Akira Okouchi

2018
- High School DxD Hero – Asia Argento
- Kamisama minarai: Himitsu no Cocotama – Awawa
- Devils’ Line – Yuuko Tamaru

2019
- Pastel Memories – dziecko C

2020
- A Certain Scientific Railgun T – Misaki Shokuhō
- Yahari ore no seishun rabukome wa machigatteiru. Kan – Meguri Shiromeguri/Keika Kawasaki
- Princess Connect! Re:Dive – Kazemiya Akari

2021
- Seven Knights Revolution: Eiyū no keishōsha – bogini Ceras

2022
- Hataraku maō-sama!! – Emeralda Etuva
- Princess_Connect! Re:Dive sezon 2 – Kazemiya Akari

2023
- Hataraku maō-sama!! sezon 2 – Emeralda Etuva

### Filmy anime
- Takanashi Rikka kai: Gekijōban Chūnibyō demo koi ga shitai! (2013) – Kumin Tsuyuri
- Miłość, gimbaza i kosmiczna faza Za mną leć (2018) – Kumin Tsuyuri

### OVA
- Mahō sensei Negima! Spring/Summer (2006) – Akira Ōkōchi[6]
- Suki desu Suzuki-kun!! (2010) – Sayaka Hoshino
- Hime Gal Paradise (2011) – Himeko Tachikawa
- Asa made jugyō chu! (2012) – Ayana Kakinozaka
- Rinne no Lagrange: Kamogawa Days (2012) – Machiko Iwabuchi

### ONA
- Puchimas! Petit Idolm@ster (2013) – Yukiho Hagiwara i Yukipo

### Gry wideo
- Wand of Fortune (2009) – Martha
- Wand of Fortune ~Mirai e no Prologue~ (2010) – Martha
- Criminal Girls (2010) – Yuko
- The Idolmaster 2 (2011) – Yukiho Hagiwara
- Wand of Fortune 2 ~Jikuu ni Shizumu Mokushiroku~ (2012) – Martha
- Witch’s Garden (2012) – Akari Hinomiya
- Hanairo Heptagram (2012) – Izuki Wakamura
- The Idolmaster Shiny Festa (2012) – Yukiho Hagiwara
- Daitoshokan no Hitsujikai (2013) – Sakuya Fumiya
- Chiisana Kanojo no Serenade (2013) – Shione Katagai
- Princess Connect! (2015) – Kazemiya Akari
- Ao no Kanata no Four Rhythm (2016) – Misaki Tobisawa
- Tales of Berseria (2016) – Laphicet
- Idol Death Game TV (2016) – Mariko Kamata
- Princess Connect! Re:Dive (2018）– Kazemiya Akari
- A Certain Magical Virtual-On (2018) – Misaki Shokuhō
- Granblue Fantasy (2018) – Fraux
- Azur Lane (2018) – U-47, U-557
- Girls’ Frontline (2018) – S.A.T.8, Zas M21
- Arknights (2019) – Cardigan/Specter
- A Certain Magical Index: Imaginary Fest (2019) – Misaki Shokuhō
- The Idolmaster Poplinks (2021) – Yukiho Hagiwara
- The Idolmaster Starlit Season (2021) – Yukiho Hagiwara
- Eternal Tree (2021) – Kosenia
- Massage Freaks (2022) – Manamo Yukishiro[7]